# Draconarius (animal)
Draconarius es un género de arañas araneomorfas pertenecientes a la familia Agelenidae. Se encuentra en Asia.

## Especies
Según The World Spider Catalog 12.0:
- Draconarius abbreviatus Dankittipakul & Wang, 2003
- Draconarius absentis Wang, 2003
- Draconarius acidentatus (Peng & Yin, 1998)
- Draconarius acutus Xu & Li, 2008
- Draconarius adligansus (Peng & Yin, 1998)
- Draconarius adnatus Wang, Griswold & Miller, 2010
- Draconarius agrestis Wang, 2003
- Draconarius altissimus (Hu, 2001)
- Draconarius anceps Wang, Griswold & Miller, 2010
- Draconarius anthonyi Dankittipakul & Wang, 2003
- Draconarius arcuatus (Chen, 1984)
- Draconarius argenteus (Wang, Yin, Peng & Xie, 1990)
- Draconarius aspinatus (Wang, Yin, Peng & Xie, 1990)
- Draconarius auriculatus Xu & Li, 2006
- Draconarius auriformis Xu & Li, 2007
- Draconarius australis Dankittipakul, Sonthichai & Wang, 2006
- Draconarius bannaensis Liu & Li, 2010
- Draconarius baronii (Brignoli, 1978)
- Draconarius baxiantaiensis Wang, 2003
- Draconarius beloniforis Wang & Martens, 2009
- Draconarius bifarius Wang & Martens, 2009
- Draconarius bituberculatus (Wang, Yin, Peng & Xie, 1990)
- Draconarius bounnami Wang & Jäger, 2008
- Draconarius brachialis Xu & Li, 2007
- Draconarius brevikarenos Wang & Martens, 2009
- Draconarius brunneus (Hu & Li, 1987)
- Draconarius calcariformis (Wang, 1994)
- Draconarius capitellus Wang & Martens, 2009
- Draconarius capitulatus Wang, 2003
- Draconarius carinatus (Wang, Yin, Peng & Xie, 1990)
- Draconarius catillus Wang, Griswold & Miller, 2010
- Draconarius chaiqiaoensis (Zhang, Peng & Kim, 1997)
- Draconarius cheni (Platnick, 1989)
- Draconarius clavellatus Liu, Li & Pham, 2010
- Draconarius cochleariformis Liu & Li, 2009
- Draconarius colubrinus Zhang, Zhu & Song, 2002
- Draconarius communis Wang & Martens, 2009
- Draconarius complanatus Xu & Li, 2008
- Draconarius condocephalus Wang & Martens, 2009
- Draconarius confusus Wang & Martens, 2009
- Draconarius contiguus Wang & Martens, 2009
- Draconarius coreanus (Paik & Yaginuma, 1969)
- Draconarius cucphuongensis Liu, Li & Pham, 2010
- Draconarius curiosus Wang, 2003
- Draconarius curvabilis Wang & Jäger, 2007
- Draconarius curvus Wang, Griswold & Miller, 2010
- Draconarius cylindratus Wang & Martens, 2009
- Draconarius dapaensis Wang & Martens, 2009
- Draconarius davidi (Schenkel, 1963)
- Draconarius degeneratus (Liu & Li, 2009)
- Draconarius denisi (Schenkel, 1963)
- Draconarius digituliscaput Chen, Zhu & Kim, 2008
- Draconarius digitusiformis (Wang, Yin, Peng & Xie, 1990)
- Draconarius disgregus Wang, 2003
- Draconarius dissitus Wang, 2003
- Draconarius distinctus Wang & Martens, 2009
- Draconarius dorsicephalus Wang & Martens, 2009
- Draconarius dubius Wang, 2003
- Draconarius duplus Wang, Griswold & Miller, 2010
- Draconarius elatus Dankittipakul & Wang, 2004
- Draconarius ellipticus Liu, Li & Pham, 2010
- Draconarius episomos Wang, 2003
- Draconarius euryembolus Wang, Griswold & Miller, 2010
- Draconarius everesti (Hu, 2001)
- Draconarius exiguus Liu & Li, 2010
- Draconarius exilis Zhang, Zhu & Wang, 2005
- Draconarius expansus Xu & Li, 2008
- Draconarius falcatus Xu & Li, 2006
- Draconarius flos Wang & Jäger, 2007
- Draconarius gigas Wang, Griswold & Miller, 2010
- Draconarius globulatus Chami-Kranon, Sonthichai & Wang, 2006
- Draconarius gorkhaensis Wang & Martens, 2009
- Draconarius griswoldi Wang, 2003
- Draconarius grossus Zhu & Chen, 2009
- Draconarius guoi Wang, Griswold & Miller, 2010
- Draconarius gurkha (Brignoli, 1976)
- Draconarius gyriniformis (Wang & Zhu, 1991)
- Draconarius hallaensis Kim & Lee, 2007
- Draconarius hangzhouensis (Chen, 1984)
- Draconarius hanoiensis Wang & Jäger, 2008
- Draconarius haopingensis Wang, 2003
- Draconarius himalayaensis (Hu, 2001)
- Draconarius hui (Dankittipakul & Wang, 2003)
- Draconarius huizhunesis (Wang & Xu, 1988)
- Draconarius houngsonensis Wang & Jäger, 2008
- Draconarius immensus Xu & Li, 2006
- Draconarius improprius Wang, Griswold & Miller, 2010
- Draconarius incertus Wang, 2003
- Draconarius infulatus (Wang, Yin, Peng & Xie, 1990)
- Draconarius inthanonensis Dankittipakul & Wang, 2003
- Draconarius introhamatus (Xu & Li, 2006)
- Draconarius jianfenglingensis Liu & Li, 2009
- Draconarius jiangyongensis (Peng, Gong & Kim, 1996)
- Draconarius kavanaughi Wang, Griswold & Miller, 2010
- Draconarius kayasanensis (Paik, 1972)
- Draconarius labiatus (Wang & Ono, 1998)
- Draconarius laohuanglongensis (Liu & Li, 2009)
- Draconarius latellai Marusik & Ballarin, 2011
- Draconarius lateralis Dankittipakul & Wang, 2004
- Draconarius laticavus Wang, Griswold & Miller, 2010
- Draconarius latidens Wang & Jäger, 2008
- Draconarius latiforus Wang & Martens, 2009
- Draconarius latusincertus Wang, Griswold & Miller, 2010
- Draconarius levyi Wang, Griswold & Miller, 2010
- Draconarius lini Liu & Li, 2009
- Draconarius linxiaensis Wang, 2003
- Draconarius linzhiensis (Hu, 2001)
- Draconarius longissimus Liu, Li & Pham, 2010
- Draconarius longlingensis Wang, Griswold & Miller, 2010
- Draconarius lutulentus (Wang, Yin, Peng & Xie, 1990)
- Draconarius magicus Liu, Li & Pham, 2010
- Draconarius magnarcuatus Xu & Li, 2008
- Draconarius magniceps (Schenkel, 1936)
- Draconarius meganiger Wang & Martens, 2009
- Draconarius microcoelotes Wang & Martens, 2009
- Draconarius mikrommatos Wang, Griswold & Miller, 2010
- Draconarius molluscus (Wang, Yin, Peng & Xie, 1990)
- Draconarius monticola Dankittipakul, Sonthichai & Wang, 2006
- Draconarius montis Dankittipakul, Sonthichai & Wang, 2006
- Draconarius mupingensis Xu & Li, 2006
- Draconarius nanyuensis (Peng & Yin, 1998)
- Draconarius naranensis Ovtchinnikov, 2005
- Draconarius neixiangensis (Hu, Wang & Wang, 1991)
- Draconarius noctulus (Wang, Yin, Peng & Xie, 1990)
- Draconarius nudulus Wang, 2003
- Draconarius olorinus Wang, Griswold & Miller, 2010
- Draconarius ornatus (Wang, Yin, Peng & Xie, 1990)
- Draconarius ovillus Xu & Li, 2007
- Draconarius pakistanicus Ovtchinnikov, 2005
- Draconarius panchtharensis Wang & Martens, 2009
- Draconarius papai Chami-Kranon, Sonthichai & Wang, 2006
- Draconarius papillatus Xu & Li, 2006
- Draconarius paraepisomos Wang & Martens, 2009
- Draconarius paralateralis Dankittipakul & Wang, 2004
- Draconarius parallelus Liu & Li, 2009
- Draconarius paraspiralis Wang, Griswold & Miller, 2010
- Draconarius paraterebratus Wang, 2003
- Draconarius paratrifasciatus Wang & Jäger, 2007
- Draconarius patellabifidus Wang, 2003
- Draconarius penicillatus (Wang, Yin, Peng & Xie, 1990)
- Draconarius pervicax (Hu & Li, 1987)
- Draconarius phuhin Dankittipakul, Sonthichai & Wang, 2006
- Draconarius phulchokiensis Wang & Martens, 2009
- Draconarius picta (Hu, 2001)
- Draconarius postremus Wang & Jäger, 2008
- Draconarius potanini (Schenkel, 1963)
- Draconarius promontorioides Dankittipakul & Wang, 2008
- Draconarius promontorius Dankittipakul, Sonthichai & Wang, 2006
- Draconarius proximus Chen, Zhu & Kim, 2008
- Draconarius pseudoagrestis Wang, Griswold & Miller, 2010
- Draconarius pseudobrunneus Wang, 2003
- Draconarius pseudocapitulatus Wang, 2003
- Draconarius pseudoclavellatus Liu, Li & Pham, 2010
- Draconarius pseudocoreanus Xu & Li, 2008
- Draconarius pseudogurkha Wang & Martens, 2009
- Draconarius pseudomeganiger Wang & Martens, 2009
- Draconarius pseudolateralis Dankittipakul & Wang, 2004
- Draconarius pseudopumilus Liu, Li & Pham, 2010
- Draconarius pseudospiralis Wang, Griswold & Miller, 2010
- Draconarius pseudowuermlii Wang, 2003
- Draconarius pumilus Liu, Li & Pham, 2010
- Draconarius qingzangensis (Hu, 2001)
- Draconarius quadratus (Wang, Yin, Peng & Xie, 1990)
- Draconarius quattour Wang, Griswold & Miller, 2010
- Draconarius renalis Wang, Griswold & Miller, 2010
- Draconarius rimatus Liu, Li & Pham, 2010
- Draconarius rotulus Liu, Li & Pham, 2010
- Draconarius rotundus Wang, 2003
- Draconarius rufulus (Wang, Yin, Peng & Xie, 1990)
- Draconarius sacculus Wang & Martens, 2009
- Draconarius schawalleri Wang & Martens, 2009
- Draconarius schenkeli (Brignoli, 1978)
- Draconarius schwendingeri Dankittipakul, Sonthichai & Wang, 2006
- Draconarius semicircularis Liu & Li, 2009
- Draconarius semicirculus Wang & Martens, 2009
- Draconarius semilunatus Zhu & Chen, 2009
- Draconarius seorsus Wang & Martens, 2009
- Draconarius siamensis Dankittipakul & Wang, 2003
- Draconarius sichuanensis Wang & Jäger, 2007
- Draconarius silva Dankittipakul, Sonthichai & Wang, 2006
- Draconarius silvicola Dankittipakul, Sonthichai & Wang, 2006
- Draconarius simplicidens Wang, 2003
- Draconarius simplicifolis Wang & Martens, 2009
- Draconarius singulatus (Wang, Yin, Peng & Xie, 1990)
- Draconarius songi Wang & Jäger, 2008
- Draconarius specialis Xu & Li, 2007
- Draconarius spinosus Wang & Martens, 2009
- Draconarius spiralis Wang, Griswold & Miller, 2010
- Draconarius spirallus Xu & Li, 2007
- Draconarius stemmleri (Brignoli, 1978)
- Draconarius streptus (Zhu & Wang, 1994)
- Draconarius striolatus (Wang, Yin, Peng & Xie, 1990)
- Draconarius strophadatus (Zhu & Wang, 1991)
- Draconarius subabsentis Xu & Li, 2008
- Draconarius subconfusus Wang & Martens, 2009
- Draconarius subepisomos Wang & Martens, 2009
- Draconarius sublutulentus Xu & Li, 2008
- Draconarius subrotundus Wang & Martens, 2009
- Draconarius subtitanus (Hu, 1992)
- Draconarius subulatus Dankittipakul & Wang, 2003
- Draconarius suttisani Dankittipakul & Wang, 2008
- Draconarius syzygiatus (Zhu & Wang, 1994)
- Draconarius tabularis Wang & Jäger, 2008
- Draconarius tamdaoensis Liu, Li & Pham, 2010
- Draconarius tangi Wang, Griswold & Miller, 2010
- Draconarius taplejungensis Wang & Martens, 2009
- Draconarius tensus Xu & Li, 2008
- Draconarius tentus Dankittipakul, Sonthichai & Wang, 2006
- Draconarius terebratus (Peng & Wang, 1997)
- Draconarius testudinatus Wang & Martens, 2009
- Draconarius tibetensis Wang, 2003
- Draconarius tinjuraensis Wang & Martens, 2009
- Draconarius tongi Xu & Li, 2007
- Draconarius tortus Chen, Zhu & Kim, 2008
- Draconarius transparens Liu, Li & Pham, 2010
- Draconarius transversus Liu, Li & Pham, 2010
- Draconarius triatus (Zhu & Wang, 1994)
- Draconarius tridens Wang, Griswold & Miller, 2010
- Draconarius trifasciatus (Wang & Zhu, 1991)
- Draconarius trinus Wang & Jäger, 2007
- Draconarius tritos Wang & Martens, 2009
- Draconarius tryblionatus (Wang & Zhu, 1991)
- Draconarius tubercularis Xu & Li, 2007
- Draconarius turriformis Liu & Li, 2010
- Draconarius uncatus (Liu & Li, 2009)
- Draconarius uncinatus (Wang, Yin, Peng & Xie, 1990)
- Draconarius ventrifurcatus Xu & Li, 2008
- Draconarius venustus Ovtchinnikov, 1999
- Draconarius volubilis Liu, Li & Pham, 2010
- Draconarius volutobursarius Wang & Martens, 2009
- Draconarius wenzhouensis (Chen, 1984)
- Draconarius wrasei Wang & Jäger, 2010
- Draconarius wudangensis (Chen & Zhao, 1997)
- Draconarius wuermlii (Brignoli, 1978)
- Draconarius xuae Wang, Griswold & Miller, 2010
- Draconarius yadongensis (Hu & Li, 1987)
- Draconarius yani Wang, Griswold & Miller, 2010
- Draconarius yichengensis Wang, 2003
- Draconarius yosiianus (Nishikawa, 1999)
- Draconarius zonalis Xu & Li, 2008